# Adriano Pittanti

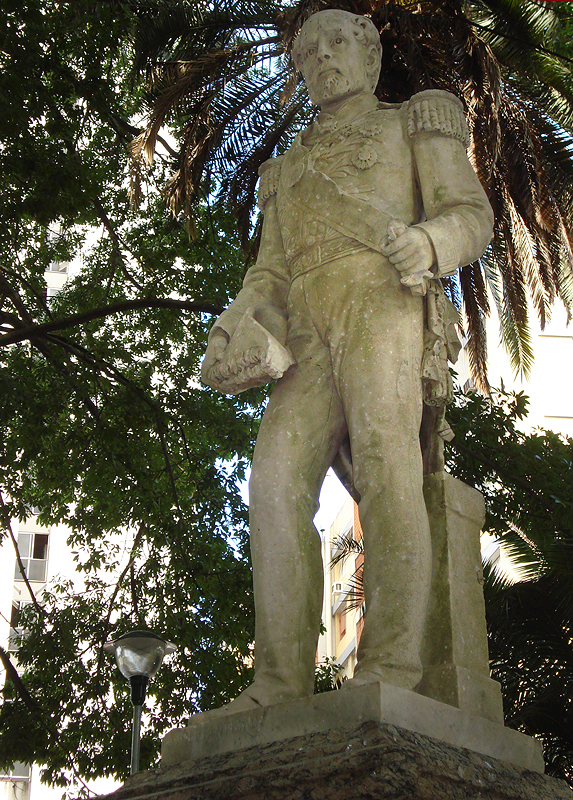
A estátua do Conde de Porto Alegre

Adriano Pittanti foi um escultor e marmorista italiano radicado no Brasil e ativo no fim do século XIX.
Suas origens são obscuras. Diz a tradição que na Itália aderiu ao movimento Giovane Italia e lutou ao lado de Garibaldi, sendo ferido, preso e acusado de anarquista. Em 1868 apareceu em Porto Alegre, abrindo no ano seguinte uma oficina de marmoraria e escultura decorativa, arquitetônica e monumental. Três anos mais tarde seu irmão Domenico veio se juntar a ele no negócio. Como o apreciado mármore de Carrara era muito custoso, decidiu explorar o mármore local, extraído das minas de Encruzilhada.
A Casa Pittanti tornou-se uma das mais importantes em seu gênero na cidade. Carlo Fossati foi seu sócio por algum tempo. A oficina apresentou várias peças em mármore de grandes dimensões na seção de artes da Grande Exposição Comercial e Industrial de 1875, incluindo um monumento dedicado aos Voluntários da Pátria, uma estátua de anjo, um lavatório e dois leões, além uma série de elementos decorativos em cimento para fachadas, colhendo muito aplauso. No ano seguinte uma peça foi selecionada para integrar a representação brasileira na Exposição Universal de Filadélfia, Estados Unidos. Em 1877 criou uma estátua homenageando o padre José Inácio de Carvalho Freitas, e foi premiado com medalha de ouro na Exposição Brasileira-Alemã de 1881, em Porto Alegre.
De sua oficina saiu também o primeiro monumento público de Porto Alegre, uma estátua representando o Conde de Porto Alegre, datada de 1884 e instalada primeiramente na Praça da Matriz, hoje na Praça Conde de Porto Alegre, muito elogiada na imprensa e provavelmente realizada em colaboração com Fossati.